# Kirk Apt
Pour les articles homonymes, voir Apt.
Kirk Apt est un athlète américain né en 1962. Spécialiste de l'ultra-trail, il a notamment remporté la Leadville Trail 100 en 1995 et la Hardrock 100 en 2000.

## Résultats
| no  | masculin           | Course              | Longueur | Départ          | Temps            |
| --- | ------------------ | ------------------- | -------- | --------------- | ---------------- |
| 3e  | Médaille de bronze | Hardrock 100        | 100 mi   | 7 juillet 1994  | 32 h 29 min 40 s |
| 1er | Médaille d'or      | Leadville Trail 100 | 100 mi   | 21 août 1995    | 20 h 33 min 05 s |
| 3e  | Médaille de bronze | Hardrock 100        | 100 mi   | 10 juillet 1998 | 31 h 03 min 20 s |
| 2e  | Médaille d'argent  | Leadville Trail 100 | 100 mi   | 22 août 1998    | 19 h 42 min 53 s |
| 1er | Médaille d'or      | Hardrock 100        | 100 mi   | 7 juillet 2000  | 29 h 35 min 00 s |
| 7e  | Médaille de bronze | Javelina Jundred    | 100 mi   | 8 novembre 2003 | 21 h 22 min 42 s |